# 无线资源管理
无线资源管理（Radio Resource Management）广义来说是对对移动通信系统的空中接口资源的规划和调度，保证CN所请求的QoS，增强系统的覆盖，提高系统的容量。过程一般由三个环节组成，首先是信道配置，为了保证CN所请求的QoS，需要将QoS映射成接入层的一些特性，从而利用接入层的资源为本条连接服务。其次是功率控制，在保证CN所请求的QoS的前提下，使用户的发射功率最小，从而减少该UE对于整个系统的干扰，提高系统的容量和覆盖。最后是切换控制，确保UE移动到其他小区（系统）后，能够继续得到服务，以保证QoS。

## TD-SCDMA中的应用
针对TD-SCDMA系统，无线资源管理特性主要表现在以下三点：
- 动态信道分配
- 功率控制
- 接力切换